# Goin' Home (Toto)
(Toto,Goin' Home)
Goin' Home è l'unico singolo della rock band Toto estratto dal loro album di inediti Toto XX.

## Informazioni
Il pezzo fu scritto durante l'era dei Toto con Joseph Williams, infatti la canzone fu scritta da Joseph, David Paich e Jeff Porcaro. Per quanto riguarda la musica il brano può pienamente essere considerato un brano AOR, perché rispetta le proporzioni del genere (tastiere con suono quasi cristallino e cori melodici). Il pezzo fu inciso nel 1989, e avrebbe inizialmente dovuto far parte del Greatest Hits Past to Present 1977-1990, ma dato che poi in quel periodo Bobby Kimball fu sostituito da Jean Michael Byron, si decise per incidere altre quattro inedite canzoni da essere messe in Past to Present. Nel 1998 il brano fu estratto dall'album Toto XX e raggiunse la novantanovesima posizione della classifica MegaCharts, nonostante tutto come Africa e Stop Loving You il pezzo è considerato uno dei classici della band. Della canzone non fu però girato un videoclip. Questo è anche l'ultimo singolo in cui appare alla batteria Jeff Porcaro deceduto ben sei anni prima.

## Tracce
1. Goin' Home
2. Tale of a Man

## Formazione
- Bobby Kimball - voce
- Steve Lukather - chitarra elettrica e voce secondaria
- David Paich - tastiera e voce secondaria
- Mike Porcaro - basso elettrico e voce secondaria
- Steve Porcaro - tastiera
- Jeff Porcaro - percussioni

## Curiosità
- Joseph Williams ex membro della band nonché uno degli scrittori della canzone, inserì il pezzo nel suo album solista 3, spostando il pezzo di qualche tonalità inferiore rispetto all'originale.